# Petra Herzmann
Petra Herzmann (* 1969) ist eine deutsche Erziehungswissenschaftlerin und Hochschullehrerin.

## Leben
Petra Herzmann promovierte im Jahr 2000 an der Universität Hamburg und war im Anschluss bis 2003 Projektleiterin Pädagogik bei STEP 21, einer Jugendinitiative für Toleranz und Verantwortung in Hamburg. Von 2003 bis 2008 war Herzmann Juniorprofessorin an der Universität des Saarlandes im Arbeitsbereich Schulentwicklungsforschung und Qualitätssicherung. Nach zwei Vertretungsprofessuren in Regensburg und an der Universität des Saarlandes wurde sie zum Wintersemester 2008/2009 an die Universität zu Köln auf eine Professur für empirische Schulforschung mit dem Schwerpunkt qualitative Methoden berufen.

## Schriften (Auswahl)
- Professionalisierung und Schulentwicklung. Eine Fallstudie über veränderte Handlungsanforderungen und deren kooperative Bearbeitung, Leske und Budrich, Opladen 2001, ISBN 978-3-8100-3184-6.
- mit Johannes König: Lehrerberuf und Lehrerbildung, Verlag Julius Klinkhardt, Bad Heilbrunn 2016, ISBN 978-3-8252-4337-1.